# Geistliche Hebungen
Die Geistlichen Hebungen in Wismar sind ein Treuhandvermögen der Hansestadt Wismar zur Unterhaltung der Kirchen der Stadt und ein Sonderfall des deutschen Staatskirchenrechts.
Entstanden sind die Geistlichen Hebungen (Hebung hier im Sinn von Erhebung von Abgaben, Erwirtschaftung) durch die Stiftung von Vikarien und durch Nachlässe zugunsten der geistlichen Einrichtungen der Stadt Wismar: Kirchen, Hospitäler und deren Geistlichen und Insassen. Im Zuge der Reformation erhielt die Bürgerschaft ein Mitspracherecht in der Verwaltung dieser Stiftungen. Eine Verordnung über die Verwaltung der Geistlichen Hebungen vom 17. Oktober 1555 trat nie in Kraft; erst im Einigungsvertrag zwischen Rat und Bürgerschaft vom 21. November 1583 wurde festgelegt, dass die Verwaltung der Gottes-, Armen- und Werkhäuser künftig von den Bürgermeistern den Ämtern, Ratsverordneten und Bürgern anvertraut werden. Weitere wichtige Stationen waren der Bürgervertrag von 1600 und die Wismarsche Kirchen- und Konsistorial-Ordnung von 1665. Diese wurde unter schwedischer Oberhoheit, unter der Wismar seit dem Westfälischen Frieden 1648 stand, erlassen. Beide Ordnungen beließen die Verwaltung des Kirchengutes, das Präsentationsrecht der Pastoren an den Hauptkirchen und die Bestellung der Verwalter der Hebungen, Provisoren genannt, bei der Stadt. Die Landesherrschaft behielt sich die Oberaufsicht über die Vorschriftsmäßigkeit der Verwaltung und Verwendung der Hebungen vor. Die besondere Situation Wismars sorgte dafür, dass sich hier die Vermögensverhältnisse der Kirchen und frommen Stiftungen anders als im Herzogtum Mecklenburg entwickelten. So blieben die Hebungen in ihrer Vielfalt erhalten, und anders als im übrigen Mecklenburg kam es nicht zu einer Trennung von Kirchen- und Pfarr-Vermögen.
Um 1800 umfassten die Hebungen:
A. Erstes Patronat (dem ältesten Bürgermeister unterstehend)
1. Hl.-Geist-Hebung
2. Marienkirchenhebung
3. – Almosentafel
4. – Ziegelhofshebung
5. – Armenbeutelshebung
6. Waisenhaus
7. Stipendiatenlehen

B. Zweites Patronat (dem zweiten Bürgermeister unterstehend)
1. St.-Jakobs-Hebung
2. Nikolaikirchenhebung
3. – Almosentafel
4. Georgenkirchenhebung
5. – Almosentafel
6. – Armenbeutelshebung
7. Franziskanerkloster

Die vier geistlichen Hebungen im engeren Sinne dienten zur Besoldung der Geistlichen und Lehrer. Die Gebäudehebungen hatten die Kirchbauten zu erhalten. Bei den kleineren Hebungen wurden die Einkünfte für unterschiedliche Zwecke verwandt. Jede Hebung wurde einzeln verwaltet.
Nach dem Übergang Wismars in die Verwaltung Mecklenburg-Schwerins wurde eine Kommission eingesetzt, die die recht komplizierten Verhältnisse klären und die umständliche Verwaltung reformieren und effizienter gestalten sollte. Vor allem auf die Vorschläge von Christian Karl Friedrich Wilhelm von Nettelbladt aufbauend, reformierte 1832 ein städtisches Regulativ, das die Bestätigung des Großherzogs sowohl in seiner Eigenschaft als Landesherr als auch als Oberbischof und Inhaber des Landesherrlichen Kirchenregiments erhielt, die Hebungen. Es wurde eine gemeinsame Verwaltung durch ein der städtischen Verwaltung zugeordnetes Hebungsdepartement und eine gemeinsame Kasse eingerichtet. Ein in diesem Zusammenhang angefertigtes Inventar listet Grundvermögen in den Landgütern Warkstorf, Klein Woltersdorf, Hinterwendorf, St. Jakobshof, Martensdorf, Klüßendorf, Steffin, Triwalk, Flöte, Rüggow, Preensberg und Cartlow sowie an Dorfschaften Mittelwendorf, Groß Woltersdorf, Klüßendorf, Triwalk und Benz genannt. Hinzu kamen eine Reihe zeit- und erbverpachteter Äcker, Gartendämme und Grundstücke auf dem Stadtfeld sowie Renten aus etlichen Testamenten. Nutznießer sind die Hebungen: „Marien Gebäude, Marien Geistliche Hebung, Marien Armenbeutel, Marien Almosentafel, Marien Ziegelhof, Georg Gebäude, Georg Geistliche Hebung, Georg Armenbeutel, Georg Almosentafel, Nicolai Gebäude, Nicolai Geistliche Hebung, Nicolai Almosentafel, Heilig-Geist-Hebung, Schwarzes Kloster, St. Jakobs Hebung, Papencollatie, Graumönchenhebung und die Georg Gasthäuserhebung“. Ausgaben umfassen: „Gehälter, Zahlungen und Naturalleistungen an die Vorsteher und Bediensteten der Hebungen sowie Prediger, Kirchendiener, Schulprovisoren und Lehrer, öffentliche Abgaben, Pachten, regelmäßige Ausgaben, Ausgaben für Arme, Witwen und Kinder, städtische Beamte sowie Kirchen- und Schuldiener, Aufwendungen für die Klosterstiftungen und Gasthäuser (Heilig-Geist-Stift, Schwarzes Kloster, Begräbniskosten für Präbenden, Gasthaus in der Grünen Straße, Beginenkonvent, Blauer Konvent, Großes und Kleines Gasthaus St. Georg)“. Zu den Naturalleistungen, die zum Teil im 19. Jahrhundert abgegolten wurden, zählten unter anderem Buchenholzkohle, Brennholz, Korn, Wein, Reinigen. Auch das Wismarsche Gesangbuch wurde bis 1870 auf Kosten der vereinigten geistlichen Hebungen veröffentlicht.
Im Laufe des 19. Jahrhunderts gelangte fast der gesamte Grundbesitz außerhalb der Stadt bis auf den St. Jakobshof in Erbpacht. Das Hebungs-Vermögen war nun zwar in städtischer Verwaltung, aber kein städtisches Vermögen, sondern eine öffentlich-rechtliche Stiftung. Es diente dem Stiftungszweck entsprechend „für fromme und milde Zwecke, insbesondere für Kirche, Schule und zur Unterstützung der Armuth“, wie im Regulativ festgelegt.
Nach dem Ende des Landesherrlichen Kirchenregiments 1918 gab es Verhandlungen zwischen Stadt und Kirche, die jedoch durch die Inflation erschwert wurden. Die Landeskirchenkasse der Evangelisch-Lutherischen Landeskirche Mecklenburgs übernahm (ohne Anerkennung eines Rechtsanspruches und mit der Hoffnung auf Rückerstattung durch die Hebungen in besseren Zeiten) einen Anteil der Pastorengehälter, da die Hebungen zur vollen Zahlung nicht mehr in der Lage waren und ein Ausgleich des Defizits durch die Stadtkasse wie vor 1918 nicht mehr möglich war. Ein Prozess und Verhandlungen in den 1930er Jahren führten zu keinem Ergebnis.
So waren die Geistlichen Hebungen auch 1945 noch intakt. Ihr Geldvermögen erlitt durch Bankenschließung und Währungsreform große Einbußen; die Hebungen besaßen jedoch nach wie vor ein beträchtliches Grundvermögen von fast 300 Hektar. Das Hebungsdepartement wurde in eine unselbständige Dienststelle der Stadtverwaltung umgewandelt. Nach einigem Hin und Her in den 1950er Jahren kam es unter großem Druck seitens der staatlichen Stellen und unter dem Eindruck der Sprengung der Marienkirche 1961 zu einem Vertrag zwischen der Wismarer Kirche, vertreten durch den Landessuperintendenten, und der Stadt. Der Vertrag hob die Geistlichen Hebungen auf und verteilte das Vermögen zwischen Kirche und Stadt. Die Kirchgemeinden erhielten das Eigentum an den eigentlichen Kirchengebäuden und -grundstücken, während sämtliche anderen Hebungsgrundstücke in das Eigentum der Stadt übergingen. Die Stadt verpflichtete sich zur Durchführung umfangreicher Baumaßnahmen an den Kirchen, einschließlich der Wiederherstellung der Georgenkirche – was jedoch bis 1989 nie geschah. 1987 wurden auf Antrag der Stadt mit Zustimmung der Kirche (eigentlich entgegen dem Wortlaut des Vertrages von 1961) die Grundbucheinträge für St. Nikolai, den St.-Marien-Turm und St. Georgen in Eigentum des Volkes geändert.

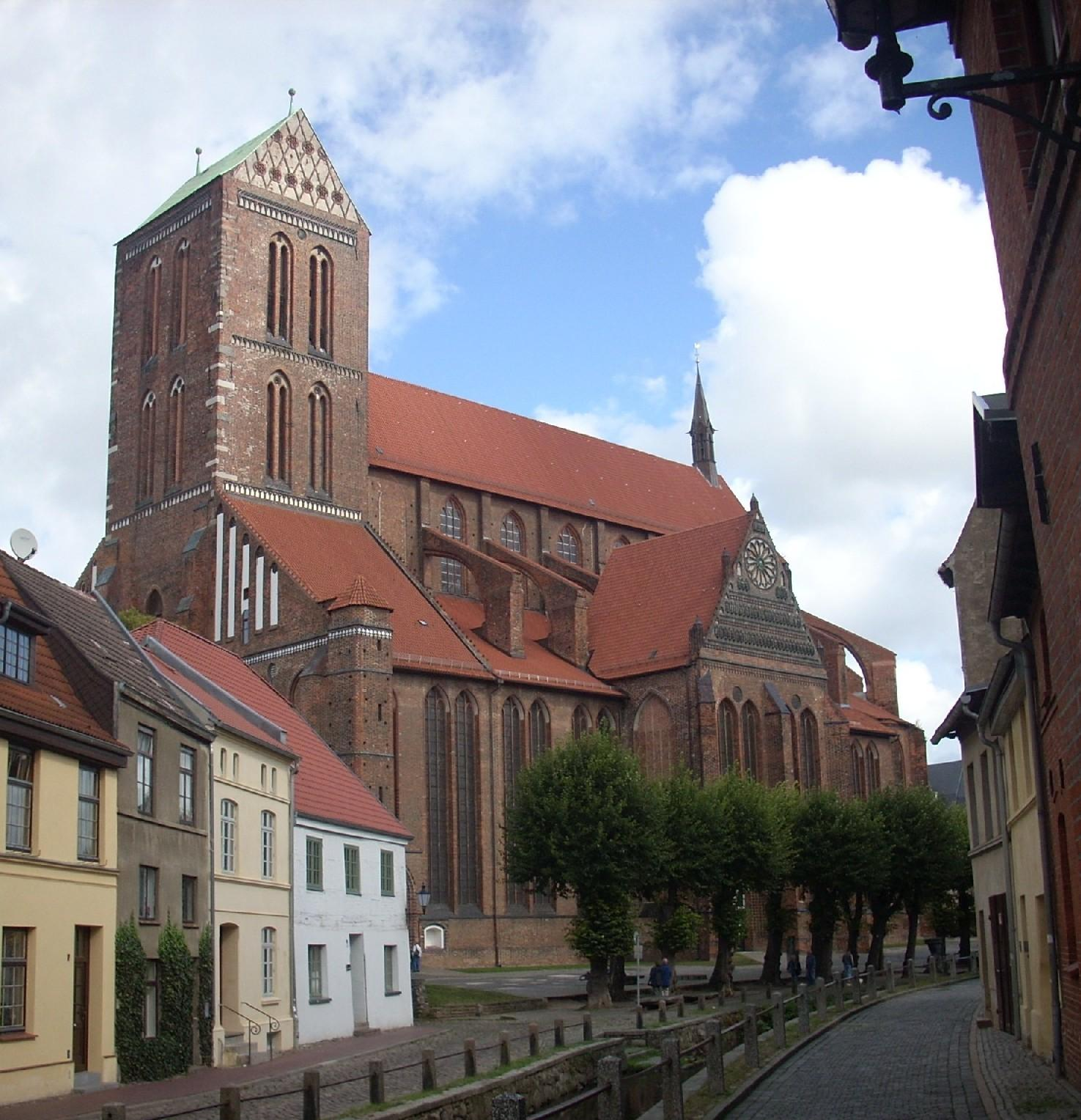
St. Nikolai
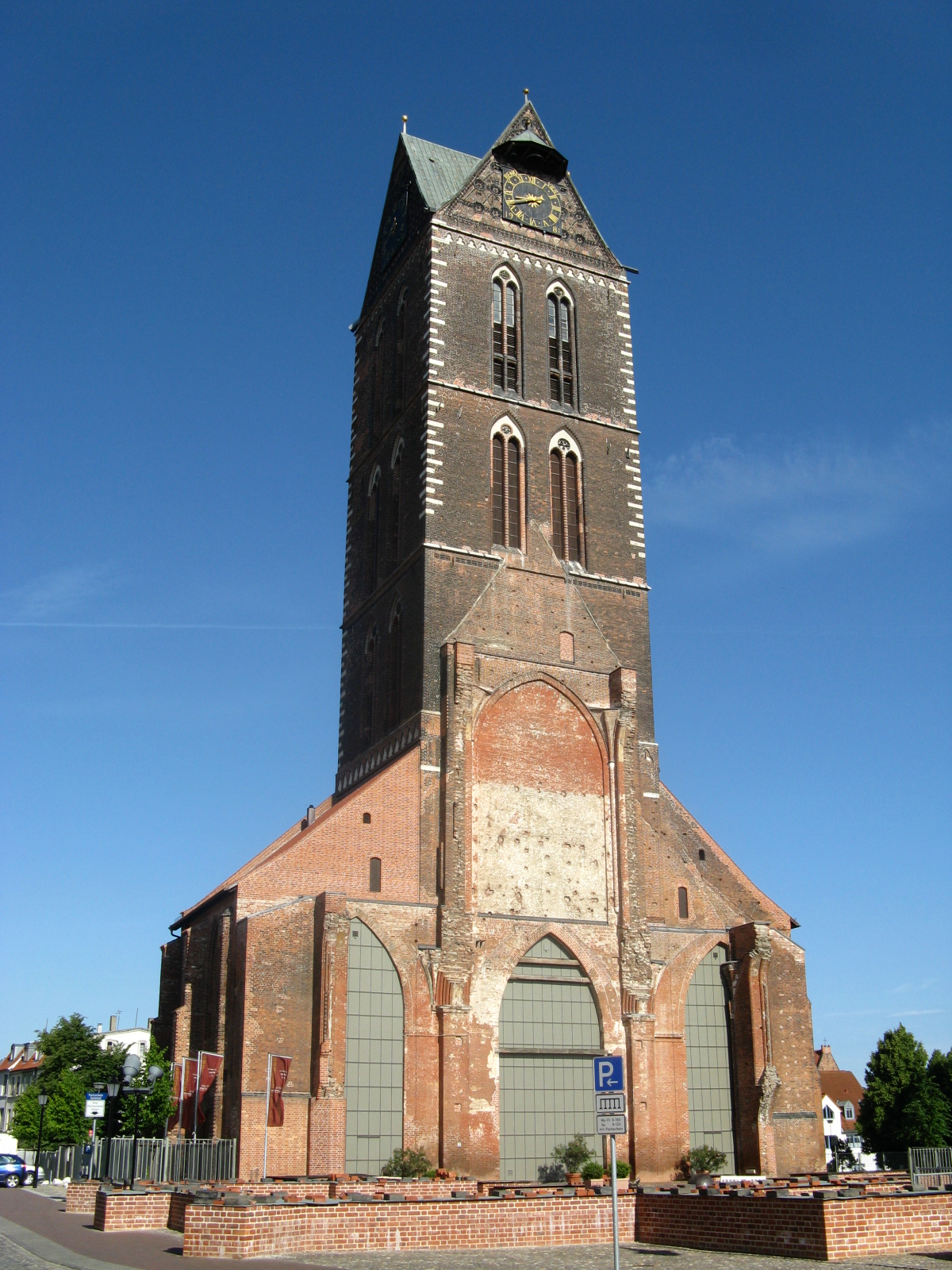
Turm von St. Marien (2008)
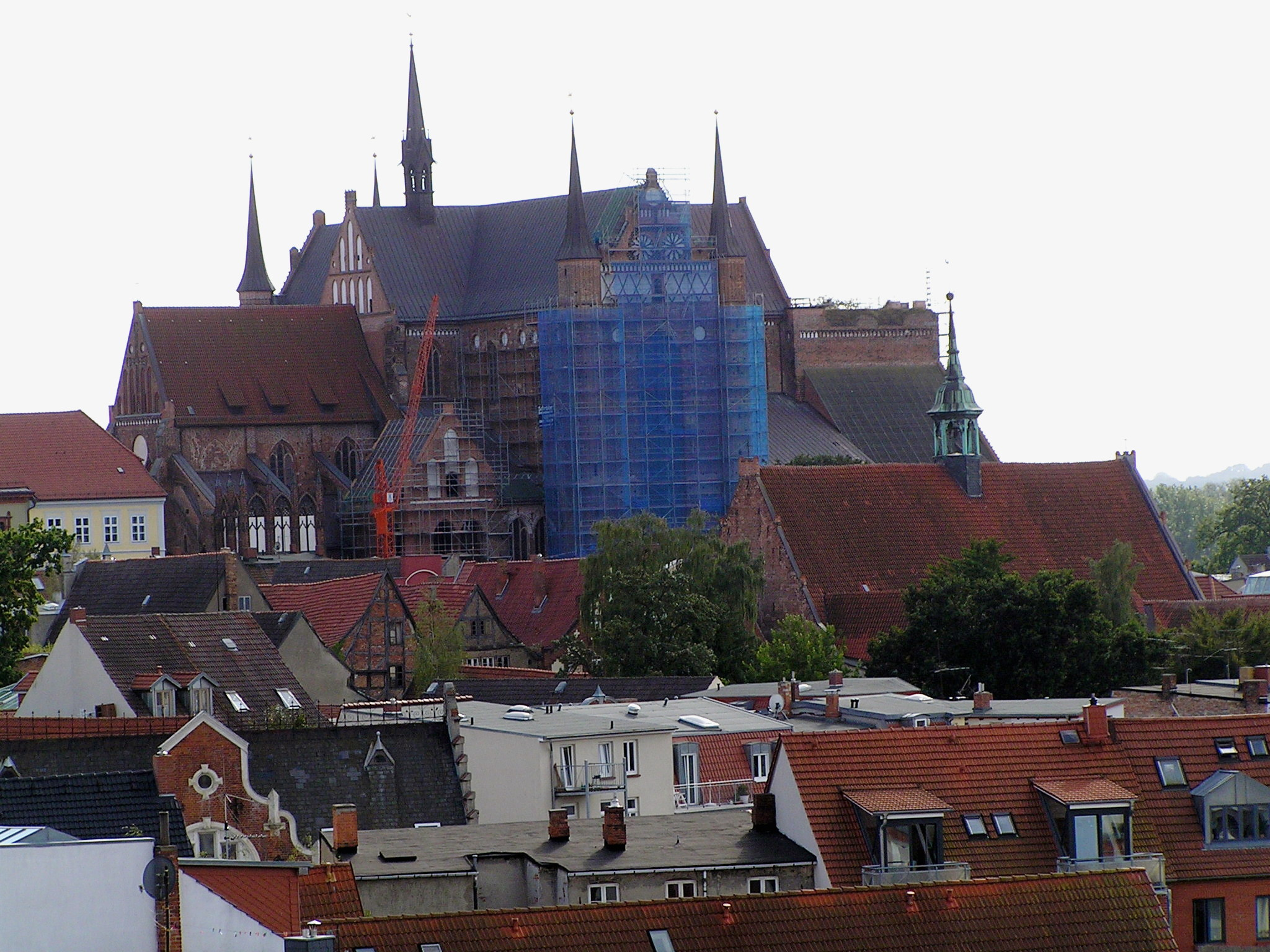
St. Georgen (2004)
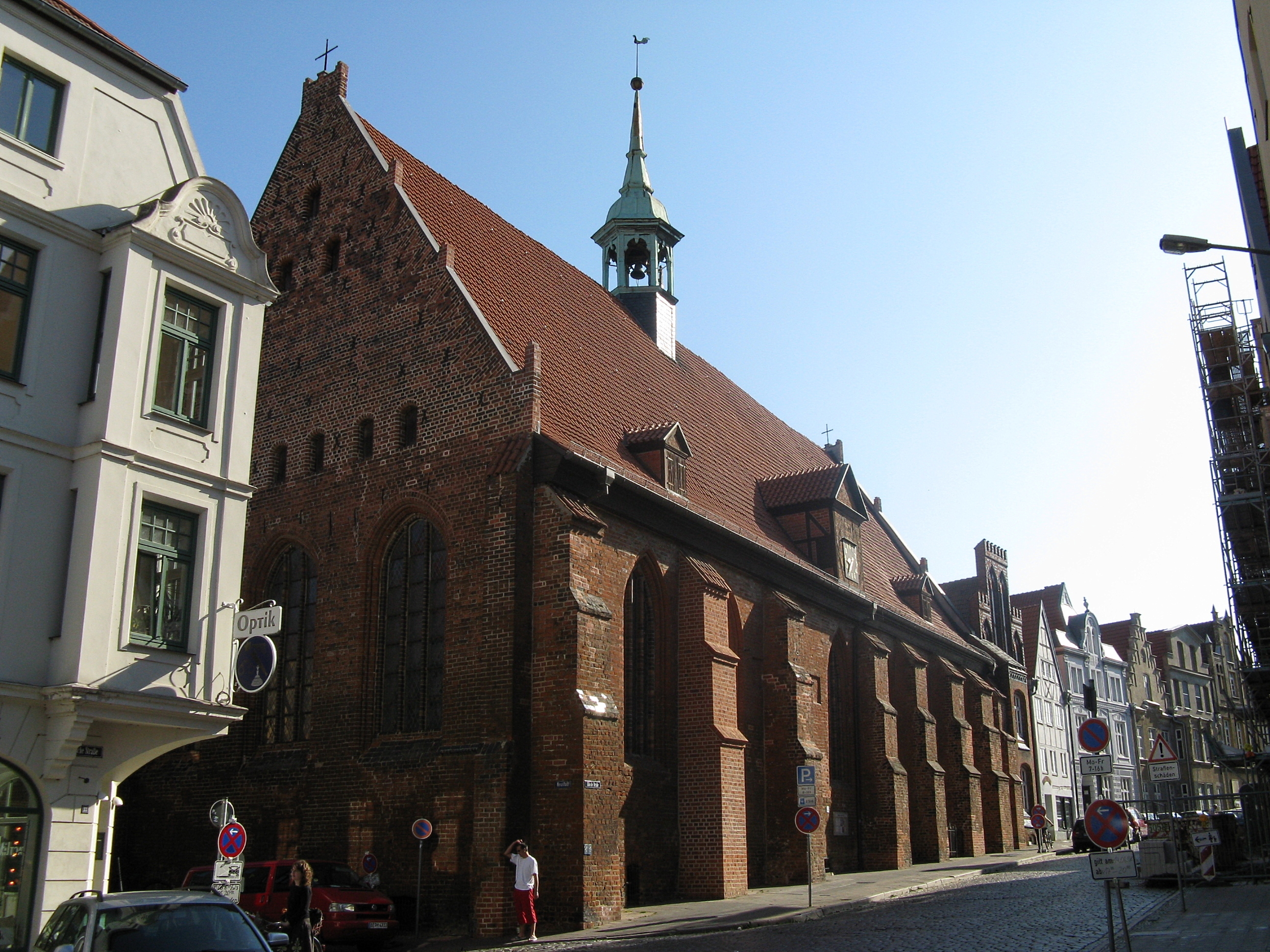
Heiligen-Geist-Kirche

Nach der Wende 1989 wurde die Gültigkeit des Vertrages von 1961 aus verschiedenen Gründen in Frage gestellt. Die Rechtslage wurde auch nicht durch den Einigungsvertrag geklärt. Die Stadtkirchen wurden zu offenen Vermögensfragen. Erst 2008 machte ein Bürgerschaftsbeschluss, die Geistlichen Hebungen wieder aufleben zu lassen, einen Zuordnungsbescheid des Bundesamtes für zentrale Dienste und offene Vermögensfragen möglich, die Kirchen St. Nikolai, St. Marien und St. Georgen mit wesentliche[n] Bestandteile[n] und Zubehör dem Eigentum der Stadt zuzuordnen. Das Sondervermögen „Geistliche Hebungen“ ist verbunden mit der Auflage, eine Vereinbarung mit der evangelischen Kirche zu treffen. Ein erster Entwurf dazu, den die Stadtverwaltung im April 2008 vorgelegt hatte, enthielt eine ganze Reihe noch strittiger Punkte und wurde von der Kirche abgelehnt. Gleichzeitig wurden Grundstücke aus dem ehemaligen Vermögen der Hebungen in Wismar und Steffin im Umfang von 93 Hektar der Stadt zugewiesen.
Die Stadt hat als Fortentwicklung der Hebungen eine Stadtkirchenstiftung zu Wismar errichtet, deren Satzung am 29. April 2010 beschlossen wurde. Im Dezember 2009 wurde ein Beschluss zunächst in den Januar 2010 vertagt; im Januar 2010 wurde der Antrag der FDP-Fraktion zur Einsetzung eines Sonderausschusses für die Belange der Geistlichen Hebungen bzw. Stadtkirchen in den Finanz- und Liegenschaftsausschuss überwiesen, der über dessen Aufgaben und Kompetenzen beraten soll.
Die Eigentumsfrage ist hinsichtlich der Nutzung und Ausgestaltung der bis 2010 restaurierten Georgenkirche relevant, etwa wenn es um die Frage des Standortes für den zurzeit noch in der Nicolaikirche verwahrten Hochaltars geht. Der Kirchenrechtler Axel Freiherr von Campenhausen hat ebenso wie die Vertreter der Evangelisch-Lutherischen Landeskirche Mecklenburg jedoch darauf hingewiesen, dass hier die Frage der kirchlichen Widmung, die durch Zerstörung und Nichtgebrauch nicht untergegangen sei, zu berücksichtigen sei.